# Dolmen de Las Tombas de Las Fadas
Le dolmen de Las Tombas de Las Fadas, aussi dénommé la Tombe des Fées ou la Pierre des Fées, est une allée couverte située sur la commune de Mazeyrat-d'Allier dans le département français de la Haute-Loire.

## Historique
L'édifice est classé au titre des monuments historiques en 1862. Une première description détaillée du monument est donnée en 1880. Il a fait l'objet d'une fouille de sauvetage au début des années 1970.

## Description
L'édifice est endommagé depuis longtemps, mais d'après la description donnée en 1880, il a été possible de déterminer qu'il s'agissait d'une allée couverte de type court. La chambre, orientée nord-ouest/sud-est, mesure 6 m de long sur 2,60 à 3 m de large et 1,60 à 1,75 m de hauteur. Toutes les dalles sont en basalte. Le sol était couvert d'un dallage constitué, d'une part, de grandes dalles reposant sur un lit de pierres plates, et d'autre part, de dallettes posées à même le socle basaltique. L'existence à l'origine d'un tumulus n'est pas avérée.

## Matériel archéologique
Le matériel archéologique retrouvé se limite à deux armatures de flèche (une losangique, une à pédoncule et ailerons) et à des tessons de céramique datés de la période hallstattienne.

## Folklore
Une légende raconte que les fées s'y rassemblaient afin de filer de la laine blanche et noire. Elles transportaient sur leur tête des pierres démesurées pour se faire des sièges. Une nuit, les pierres les écrasèrent et constituèrent leur tombe.